# Смешанная парная сборная Японии по кёрлингу на колясках
Смешанная парная сборная Японии по кёрлингу на колясках — смешанная национальная сборная команда (составленная из одного мужчины и одной женщины), представляет Японию на международных соревнованиях по кёрлингу на колясках. Управляющей организацией выступает Ассоциация кёрлинга Японии (яп. 日本カーリング協会, англ. Japan Curling Association).

## Результаты выступлений

### Чемпионаты мира
| Год  | Место | Игры | Победы | Поражения | Состав (женщина, мужчина, тренер)                           |
| ---- | ----- | ---- | ------ | --------- | ----------------------------------------------------------- |
| 2022 | 18    | 8    | 3      | 5         | Yuri Muramatsu, Hiroshi Wachi, тренер: Masanaga Yonetani    |
| 2023 | 13    | 8    | 1      | 7         | Miki Ono, Schuichi Iijima, тренер: Ясуо Мотида              |
| 2024 | 4     | 9    | 6      | 3         | Аки Огава, Ёдзи Накадзима, тренеры: Akiko Iino, Eri Ogihara |
| 2025 | 1     | 9    | 7      | 2         | Аки Огава, Ёдзи Накадзима, тренеры: Akiko Iino, Eri Ogihara |

(данные отсюда:)